# أغستاوستلاند إيه دبليو109إس غراند

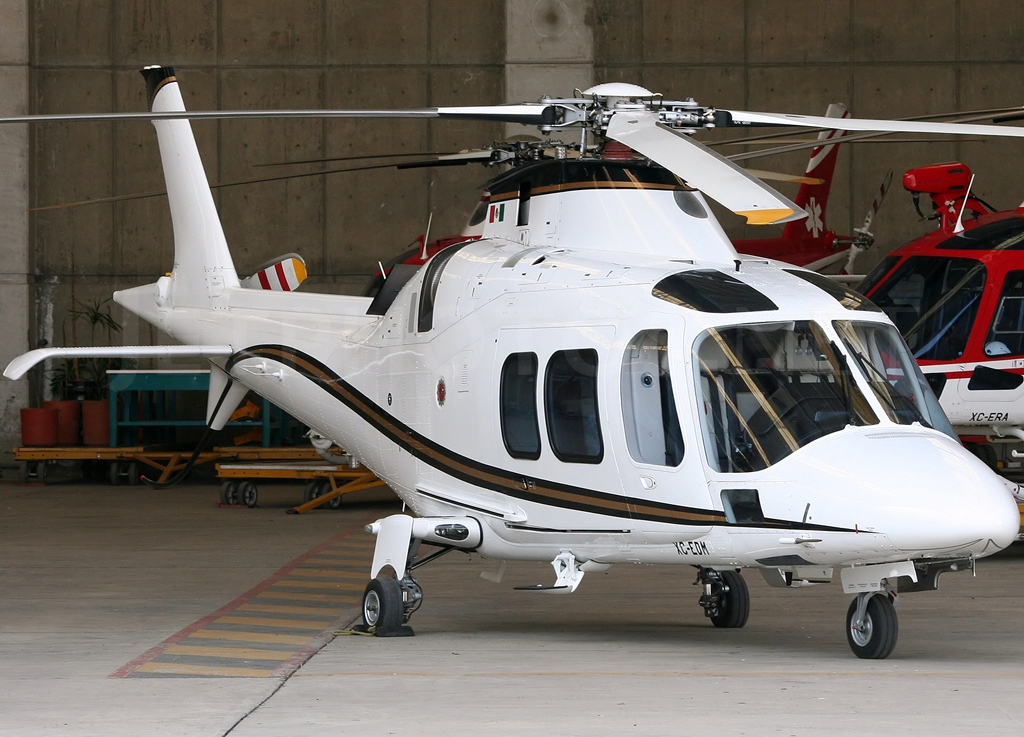
أوغستا A109S الكبرى في المكسيك

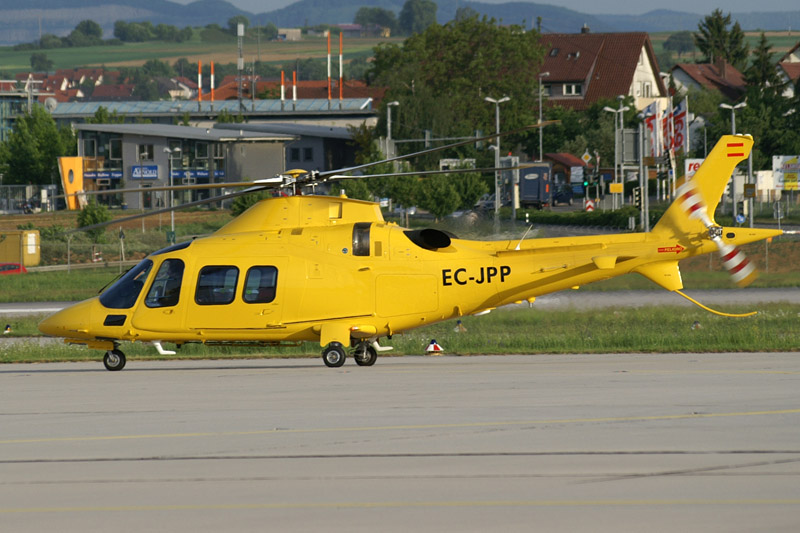
أوغستا A109S الكبرى

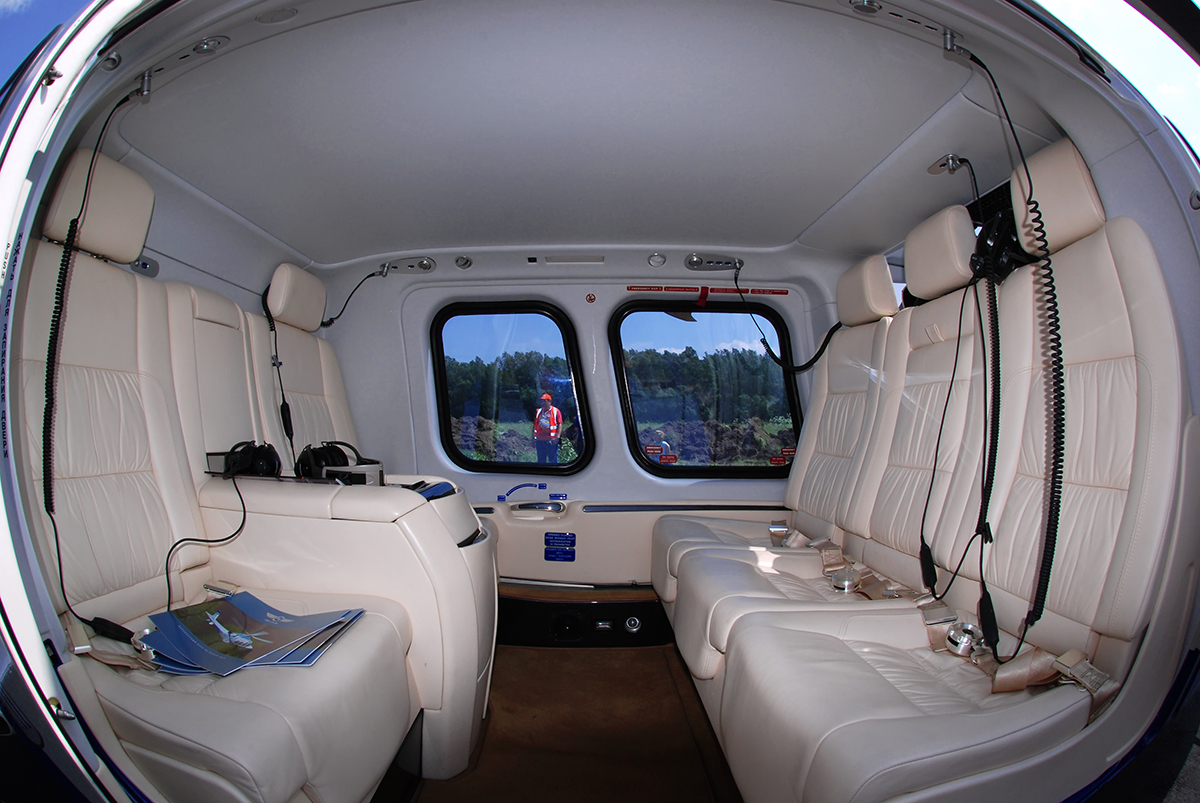
Agusta 109S Grand VVIP interiors with cabinet

أغستاوستلاند إيه دبليو109إس غراند (بالإنجليزية: AgustaWestland AW109S Grand) أيضا تسمى: (إيه109 غراند) (بالإنجليزية: A109 Grand) أو ببساطة (أوغستا غراند) (بالإنجليزية: Agusta Grand) هي مروحية خفيفة الوزن، ومتعددة الأغراض، ذات محركين، وبسعة ثمانية مقاعد. بنيت من قبل الشركة المصنعة الأنجلو إيطالية أغستاوستلاند. وقد تم تطوير هذه الطائرات العمودية من مروحية أغستاوستلاند إيه دبليو 109 وذلك، بإطالة المقصورة مع وتصميم محتلف لطرف شفرات الدوار الرئيسي. يتم تركيب اثنين من محركات برات آند ويتني كندا (PW207C) على أوغستا الكبرى، في حين أن سابقتها المروحية (AW109E) يتم تجهيزة باثنين من محركات برات آند ويتني كندا (PW206C). المروحية دخلت الخدمة أصلا في عام 1988 ومنذ ذلك الحين استخدمت في أدوار مختلفة، بما في ذلك أعمال النقل الخفيف، والإخلاء الطبي ، والبحث والإنقاذ، والأدوار العسكرية.
بينما مروحية (إيه109 غراندنيو) (بالإنجليزية: A109 GrandNew) أشتقت من أوغستا غراند، والفرق الرئيسي هو إضافة واحدة قواعد الطيران الآلي وهود (شاشة عرض) (IFR)، TAWS و EVS الكترونيات الطيران.

## المتغيرات
A109S Grand
AW109SP
AW109 GrandNew

## مواصفات (A109S الكبرى مع محركات PW207)
البيانات من www.leonardocompany.com
الخصائص العامة
- طاقم: 1 أو 2
- سعة: 6 أو 7 راكب
- ارتفاع: 3.4 م (11 قدم 2 بوصة)
- وزن الإقلاع الأقصى: 3,175 كـغ (7,000 رطل) internal MTOW
- محركات: 2 × Pratt & Whitney Canada PW207C  [لغات أخرى]‏ Turboshaft engine, 548 كـو (735 حصان) الواحد
- قطر الدوار الرئيسي:  10.83 م (35 قدم 6 بوصة)

أداء
- السرعة القصوى: 311 كم/س (193 ميل/س؛ 168 عقدة)
- سرعة العبور: 289 كم/س؛ 180 ميل/س (156 عقدة)
- في سبييدس: 311 كم/س؛ 193 ميل/س (168 عقدة)
- Ferry range: 859 كـم (534 ميل؛ 464 nmi)
- سقف الخدمة: 4,938 م (16,200 قدم)
- معدل الصعود: 9.3 م/ث (1,830 قدم/د)

## وصلات خارجية
- GrandNew page on Leonardocompany.com